# Krusella pilipes
Genre
Espèce
Krusella pilipes, unique représentant du genre Krusella, est une espèce d'opilions eupnois de la famille des Sclerosomatidae.

## Distribution
Cette espèce est endémique du District capitale de Caracas au Venezuela. Elle se rencontre vers San José del Ávila.

## Publication originale
- Roewer, 1953 : « Neotropische Gagrellinae (Opiliones, Arachnidae). (Weitere Weberknechte XVII). » Mitteilungen aus dem Zoologischen Museum in Berlin, vol. 29, no 1, p. 180–265.